# Абиссиния (стихотворение Гумилёва)
«Абиссиния» — стихотворение Николая Гумилёва, опубликованное в 1921 году в сборнике «Шатёр».
Написанное четырехстопным анапестом и состоящее из 22 четверостиший в первоначальной и 21 в окончательной редакции, стихотворение было создано осенью-зимой 1918 в составе африканского цикла для планировавшейся Гржебиным к публикации стихотворной географии. Проект не был реализован, но Гумилев успел написать стихи о странах Африки.
К эфиопской теме поэт, совершивший в 1909—1913 годах три путешествия в эту страну и в общей сложности проведший там два года, уже несколько раз обращался: в «Абиссинских песнях», поэме «Мик», упоминал об этой стране в «Пятистопных ямбах», оставил «Африканский дневник» экспедиции 1913 года. Как военный, знакомый с обстановкой, в 1917 году в Париже он даже составил для союзного командования докладную записку о возможности привлечения Эфиопской империи на сторону Антанты, но поэтическое описание страны сделал впервые.
Несмотря на то, что сам африканский цикл, как об этом, в частности, писала Анна Ахматова, не связан с путешествиями Гумилева по этому континенту, стихи о странах Северо-Восточной Африки написаны с учетом личных впечатлений и содержат географическую и бытовую конкретику, отсутствующую в прочих.
Рассматриваемые критикой как красочные географические зарисовки, стихотворения «Шатра» не удостаивались такого внимания как содержание следующего гумилевского сборника, тем не менее Юлий Айхенвальд дал «Абиссинии» высокую оценку:

Живой водой художества певец «Шатра» и «Колчана» пробудил и этноrрафию; он ее тоже приобщил красоте, и мы читаем у него: 
Есть музей этнографии в городе этом

Над широкой, как Нил, многоводной Невой,

В час, когда я устану быть только поэтом,

Ничего не найду я желанней его.
Но на самом деле быть поэтом он никоrда не устанет, и вся эта reorpaфия и этнorpaфия не rлушат в нем ero художественной сердцевины, как не заrлушает ее и то, что он любит далекое не только в пространстве, но и во времени, помнит историю, вождей прошедшего человечества, друидов и магов, эnос Ассировавилонии и события Исландии в IX веке, — и не увядают для ero воображения цветы отдаленнейших мифологий.— Айхенвальд Ю. И. Позты и поэтессы. Пг., 1922. — С. 37
А. Л. Никитин указывает, что в поздней редакции цикла Гумилев применил несвойственный ему ранее «эффект автобиографичности», создающий у читателя восприятие стихотворения как факта биографии поэта. Заявленный во «Вступлении», этот эффект в полную силу проявляется в «Абиссинии» в строках:
Как любил я бродить по таким же дорогам,
Видеть вечером звезды, как крупный горох,
 Выбегать на холмы за козлом длиннорогим,
По ночам зарываться в седеющий мох, —
и окончательно конкретизируясь в строках про «музей этнографии в городе этом, 
Над широкой, как Нил, многоводной Невой», куда поэт приходит «трогать дикарские вещи,
Что когда-то я сам издалека привез» и погружаться в воспоминания.
В окончательной редакции, сделанной для севастопольского издания «Шатра», Гумилев убрал из стихотворения XVII строфу:
Выше только утесы, нагие стремнины,
Где кочуют ветра, да ликуют орлы,
Человек не взбирался туда, и вершины
Под тропическим солнцем от снега белы —
поскольку она носила нейтральный характер и, следовательно, не была обязательной, а кроме того, нарушала «динамику панорамы, именно в этом месте переходившей от изображения переднего и среднего планов»:
Павианы рычат средь кустов молочая,
Перепачкавшись в белом и липком соку,
Мчатся всадники, длинные копья бросая,
Из винтовок стреляя на полном скаку.
И повсюду, вверху и внизу, караваны
Дышат солнцем и пьют неоглядный простор,
Уходя в до сих пор неоткрытые страны
За слоновою костью и золотом гор.
В текст были внесены стилистические правки, так нейтральное аыражение «видят солнце» автор изменил на более активное «дышат солнцем» (каковую замену Никитин называет «блистательной»), а вместо столь же нейтрального эпитета «неизвестные» (страны) поставил «неоткрытые», чем подчеркнул «момент волевого влечения к тайне».
Кроме того, севастопольский вариант был разбит на две части, обозначенные римскими цифрами: 20 строф в первой и 21, начиная со строки «Колдовская страна! — Ты на дне котловины», во второй.
Оригинальное название стихотворения «Абессиния» уже в ревельском издании было заменено на более привычное и нормативное «Абиссиния», хотя автор комментариев к стихотворению Д. А. Ольдерогге указывает, что гумилевское название фонетически более правильное, так как русское слово происходит от арабского названия страны «Хабеш» и формой «Абессиния» пользовался в своих работах авторитетный абиссиновед академик Б. А. Тураев.
Упомянутый в тексте Музей этнографии, куда Гумилев привез «дикарские вещи», частично финансировал поездку 1913 года, придав ей официальный характер фольклорно-этнографической экспедиции. Так как Россия не располагала в то время профессиональными африканистами, руководство Кунсткамеры в лице диоектора академика В. В. Радлова и ученого хранителя музея Л. Я. Штернберга, получив государственные дотации на дальние экспедиции, сочло недоучившегося студента Петербургского юридического факультета подходящей кандидатурой. Маршрут экспедиции был согласован с Академией наук, а русскому послу было предписано оказывать содействие. На приобретение экспонатов для музея Гумилеву была выделена 1000 рублей. Коллекции, описанные самим поэтом, экспонируется и в настоящее время.
В связи с этими музейными экспонатами в мемуарах Корнея Чуковского сохранилась анекдотическая история, свидетельствовавшая о пренебрежительном и глумливом отношении к Гумилеву со стороны петербургской богемы и так называемой широкой публики:

Помню: стоит в редакции «Аполлона» круглый трехногий столик, за столиком сидит Гумилев, перед ним груда каких-то пушистых, узорчатых шкурок, и он своим торжественным, немного напыщенным голосом повествует собравшимся (среди которых было много посторонних), сколько пристрелил он в Абиссинии разных диковинных зверей и зверушек, чтобы добыть ту или иную из этих экзотических шкурок.
Вдруг встает редактор «Сатирикона» Аркадий Аверченко — неутомимый остряк, и, заявив, что он внимательно осмотрел эти шкурки, спрашивает у докладчика очень учтиво, почему на обороте каждой шкурки отпечатано лиловое клеймо петербургского Городского ломбарда. В зале поднялось хихиканье — очень ехидное, ибо из вопроса сатириконского насмешника следовало, что все африканские похождения Гумилева — миф, сочиненный им здесь, в Петербурге.
Гумилев ни слова не сказал остряку. На самом же деле печати на шкурках были поставлены отнюдь не ломбардом, а музеем Академии наук, которому пожертвовал их Гумилев.— Чуковский К. И. Гумилев / Собрание сочинений в 15 т. Т. 5. — М., 2012. — С. 451—452
Стихотворение в ранней редакции было переведено на чешский язык русистом Иржи Хонзиком («Habeš»).